# Grimdark

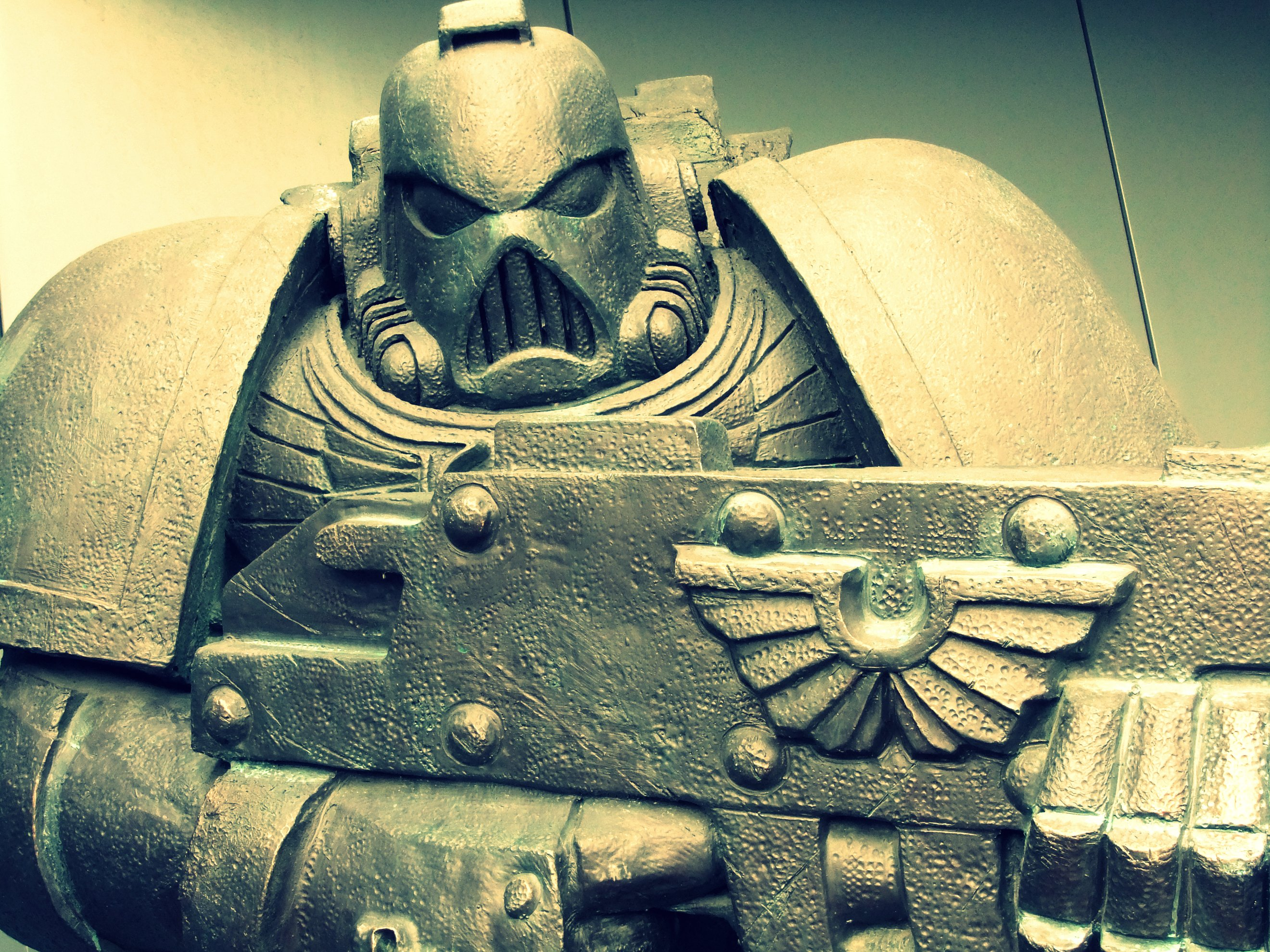
Marines Espaciales de Warhammer World

Grimdark, abreviación de "oscuridad siniestra", es un subgénero de ficción especulativa con un tono, estilo o escenario particularmente distópico, amoral o violento. El término se inspira en el lema en inglés del juego de estrategia de sobremesa Warhammer 40 000: «In the grim darkness of the far future there is only war», «En la sombría oscuridad del futuro lejano, sólo hay guerra».

## Definiciones
Ha habido varios intentos para definir lo que es el grimdark:
- Adam Roberts lo ha descrito como una ficción "donde nadie es honorable y rige la ley del más fuerte", y como "la forma estándar de referirse a las fantasías que le dan la espalda a las visiones más edificantes y prerrafaelitas de la medievaliana idealizada, y en su lugar subrayan lo desagradable, brutal, corta y oscura que era realmente la vida en aquel entonces". Pero también ha señalado que la oscuridad sombría tiene poco que ver con reimaginar una realidad histórica real y más con transmitir la sensación de que nuestro propio mundo es un "lugar cínico, desilusionado y ultraviolento".[1]
- Genevieve Valentine calificó grimdark de "taquigrafía para un subgénero de ficción fantástica que dice comerciar con la psicología de esos héroes de la espada, y el oscuro realismo detrás de toda esa política del reino".[2]
- En opinión de Jared Shurin, la fantasía grimdark tiene tres componentes clave: un tono sombrío y oscuro, un cierto sentido realista (por ejemplo, los monarcas son inútiles y los héroes tienen defectos), y la acción de los protagonistas: mientras que en la alta fantasía todo está predestinado y la tensión gira en torno a cómo los héroes derrotan al Señor oscuro, el grimdark es el "protestantismo": los personajes tienen que elegir entre el bien y el mal, y están "tan perdidos como nosotros" (en el mundo real).[3]
- Liz Bourke considera que la característica que define al grimdark es "un repliegue en la valorización de la oscuridad por el bien de la oscuridad, en una especie de nihilismo que retrata la acción correcta... como imposible o inútil". Esto, según ella, tiene el efecto de absolver a los protagonistas y al lector de la responsabilidad moral.[4]

También se ha discutido si el grimdark es un género por derecho propio o una etiqueta poco útil. Valentine señaló que mientras algunos escritores han adoptado el término, otros lo ven como "un término despectivo para la fantasía que está desmantelando tropos, un sello injustamente aplicado".

## Uso en fantasía de ficción
Según Roberts, grimdark es una forma moderna de un enfoque "anti-Tolkien" de la escritura fantástica. La fantasía grimdark más popular y con mayor éxito Canción de hielo y fuego, de George R. R. Martin, se caracteriza, a juicio de Roberts, por su reacción al idealismo de Tolkien, a pesar de lo mucho que le debe por su trabajo.
Escribiendo para The Guardian en 2016, Damien Walter resumió lo que él consideraba la "dominación" de grimdark del género fantástico como "espadas más grandes, más luchas, más sangrientas, más luchas, hachas, más luchas", y, supuso, un "imperativo comercial para ganarse a los lectores varones adolescentes". Veía esta tendencia como opuesta a "un tipo de fantasía verdaderamente épica y más matizada emocionalmente" que ofrecía narración de cuentos en lugar de sólo peleas.
Los autores cuyas obras han sido descritas como grimdark tienden a ser personas que escriben desde los años 90 en adelante. Entre ellos se encuentran, además de Martin, Glen Cook, Joe Abercrombie, Richard K. Morgan y Mark Lawrence.   
En un sentido más amplio, la "visión penetrantemente arenosa, sombría, pesimista o nihilista del mundo" característica de la ficción grimdark se encuentra en amplias franjas de ficción popular de la década de los 2000, incluso en franquicias mediáticas como Batman, Breaking Bad o The Walking Dead.

## Contraste de géneros y tendencias
En 2017, la escritora Alexandra Rowland propuso que lo "opuesto al grimdark" es el "Hopepunk", una tendencia literaria que enfatiza lo que rechaza la oscuridad: la importancia de la esperanza y la sensación de que vale la pena luchar por los ideales a pesar de la adversidad. Otro tropo que se propone contrastar con el sombrío es el de la "nobleza", que parte de la premisa de que no sólo hay buenas peleas que valen la pena, sino que también se pueden ganar y dan como resultado un final feliz.